# Jan Hak
Jan Hak (Giessen, 19 september 1920 – Kamp Vught, 29 juli 1944) was een Nederlandse verzetsstrijder tijdens de Tweede Wereldoorlog.

## Biografie

### Jeugd
Hak, zoon van agrariër en ondernemer Hendrik Cornelis Hak (1876-1963) uit Giessen en diens tweede echtgenote Hendrika Verduin (1890-1981) uit Gorinchem, groeit op in het Land van Altena. Hij is de tiende telg en zesde zoon van een godvruchtig gezin met veertien kinderen, van wie het tweede kind in het kraambed overleed.
Vastberaden om Geneeskunde te studeren volgt hij, na het behalen van de MULO in 1936, de HBS in Gorinchem en slaagt in juli 1941 voor zijn eindexamen. Direct daarna schrijft hij zich in bij de faculteit Geneeskunde van de Rijksuniversiteit Utrecht. Omdat hij in 1943 weigert de loyaliteitsverklaring te ondertekenen en Arbeitseinsatz in nazi-Duitsland wil ontlopen, duikt hij onder. De familie Hak is op grote schaal betrokken bij hulp aan onderduikers en Jan wordt ondergebracht bij zijn broer Adrianus "Jos" Hak in Dussen.

### Verzet
Evenals veel van zijn familieleden is Hak actief bij het verzet van het Land van Heusden en Altena. Door de geïsoleerde ligging - de streek was slechts per veerpont bereikbaar - was het er in oorlogstijd aanvankelijk betrekkelijk veilig. Een groeiende stroom onderduikers die vluchten voor oorlogsgeweld, Jodenvervolging of dwangarbeid zoekt er een onderkomen en de familie Hak verschaft hulpbehoevenden ruimhartig onderdak en voedsel.
Door de oprukkende geallieerde legers vanuit in het zuiden, nestelen er zich vanaf medio 1944 in toenemende mate nazi-eenheden. Om opvang van onderduikers mogelijk te blijven maken, zijn vervalste identiteitsbewijzen en distributiebonnen nodig. Het verzet verwerft deze onder meer door overvallen op distributiekantoren en Jan Hak is daarbij betrokken.

### Het Verraad van Helvoirt
Medio 1944 worden er door het verzet te Den Haag voorbereidingen getroffen voor een wapendropping in Voorthuizen, waarbij 'KP-Peter' - een verzetsbeweging onder leiding van Peter van der Smit uit Schiedam - een grote rol speelt. Door wantrouwen wordt de wapendropping in Voorthuizen afgeblazen en Helvoirt als nieuwe locatie gekozen. Vanwege een tekort aan manschappen verzoekt KP-Peter aan de verzetsbeweging van het Land van Heusden en Altena, waar Jan Hak deel van uitmaakt, om bij de dropping in het relatief nabije Helvoirt assistentie te verlenen. Het blijkt echter een valstrik en de plannen worden verraden aan de nazi's. Als de verzetsgroep op 15 juni 1944 in Helvoirt arriveert, staat een gewapende Sicherheitsdienst de verzetslieden in een schuur op te wachten. Bij een vuurgevecht vallen een dode en gewonde. Bijna de gehele KP-Peter en het verzet van het Land van Heusden en Altena worden bij deze gefingeerde wapendropping gearresteerd en naar Kamp Vught gebracht. Op 29 juli 1944 wordt Jan Hak met de andere leden van de verzetsgroep door een vuurpeloton van de Nederlandse SS gefusilleerd.